# Syhot
Syhot, Syhot Marmaroski (rum. Sighetu Marmației, węg. Máramarossziget, do 1964 Sighet) – miasto w północnej Rumunii. Leży tuż przy granicy z Ukrainą, w okręgu Marmarosz (rum. Maramureș), nad Cisą. Liczy około 44,2 tys. mieszkańców.
Pod koniec I wojny światowej w czerwcu 1918 w Marmarosz rozpoczął się proces 114 byłych legionistów polskich. Był to jeden z największych procesów wojskowo-politycznych w Austrii. Jednym z sześciu obrońców w tym procesie był dr Jan Przeworski.
W mieście znajduje się skansen Maramurskie Muzeum Wsi oraz Muzeum Pamięci Ofiar Komunizmu i Ruchu Oporu (Muzeul Memorialului Victimelor Comunismului și, ale Rezistenței).

## Urodzeni
- Elie Wiesel – pisarz, filozof

## Miasta partnerskie
- Oława[3]